# Јоаниш (Бихор)
Јоаниш (рум. Ioaniș) насеље је у Румунији у округу Бихор у општини Финиш. Oпштина се налази на надморској висини од 168 m.

## Становништво
Према подацима из 2002. године у насељу је живело 743 становника.

### Попис2002.
| Расподела становништва по националности 2002.‍ | Расподела становништва по националности 2002.‍ | Расподела становништва по националности 2002.‍ | Расподела становништва по националности 2002.‍ | Расподела становништва по националности 2002.‍ |
| --------------------------------------------- | --------------------------------------------- | --------------------------------------------- | --------------------------------------------- | --------------------------------------------- |
|                                               |                                               |                                               |                                               |                                               |
| Румуни                                        | Румуни                                        |                                               | 509                                           | 68,6%                                         |
| Мађари                                        | Мађари                                        |                                               | 192                                           | 25,9%                                         |
| Роми                                          | Роми                                          |                                               | 41                                            | 5,5%                                          |